# Selaginella stenophylla
Selaginella stenophylla är en mosslummerväxtart som beskrevs av Addison Brown. Selaginella stenophylla ingår i släktet mosslumrar, och familjen mosslummerväxter. Inga underarter finns listade i Catalogue of Life.